# Hot steps - Passi caldi
Hot steps - Passi caldi è un film del 1990 diretto da Joe D'Amato (firmato come Gerry Lively) con le musiche dei Tiromancino, che ancora si firmano con il loro primo nome d'arte Tiromancyno. È un film di genere ballerino-musicale sulla falsariga di titoli celebri come Saranno famosi e Flashdance.

## Trama
Nella discoteca "Passi Caldi" di Nettuno sta per svolgersi una gara di ballo destinata ad attrarre l'attenzione di tutti i giovani della costa laziale. Le due bande rivali della zona decidono di partecipare. Ognuno dei due capobanda, da sempre in competizione, vuole vincere ad ogni costo. La sorella di uno dei due si innamora del rivale e si iscrive alla gara. Lei non sarà ammessa.

## Produzione
Tutte le coreografie sono realizzate da Linda Bernabei.

## Colonna sonora
La colonna sonora comprende le seguenti canzoni tutte composte ed eseguite dai Tiromancyno su etichetta BMG Ariola:
1. Hot steps
2. Stop it
3. Promises
4. Waiting for your love
5. Don't stop the bit
6. You don't mind, be cool, let's all right

Federico Zampaglione, fondatore e leader dei Tiromancino, così ricorda la partecipazione al film in un'intervista:
"Avevo un band che si chiamava “Dirty Trick”, che in inglese significa appunto “Tiro Mancino” e avevo composto la prima colonna sonora per un film di Joe D’Amato. La casa discografica di allora ci consigliò di trovarci un nome in Italiano, che così se il film fosse andato bene, ci saremmo ritrovati un nome già pronto. E io ho semplicemente preso in mano il vocabolario e ho tradotto: il primo che è venuto era “Tiromancino”. Non avrei mai creduto che trent’anni dopo sarebbe rimasto".